# Xysticus bradti
Xysticus bradti is een spinnensoort uit de familie van de krabspinnen (Thomisidae).
De wetenschappelijke naam van de soort werd in 1953 gepubliceerd door Willis John Gertsch.